# 馬泰奧·達米安
馬泰奧·達米安（義大利語：Matteo Darmian；1989年12月2日—），意大利足球運動員，出生於萊尼亞諾，現效力於意甲球會国际米兰，司職右後衛。

## 生平

### 球會

#### 早年
父親是地區球會教練。早年於地區聯賽打起，2000年加入AC米蘭青訓系統。在2006年11月28日，他首次代表AC米蘭成人隊參賽。然升上成人隊多年，只打了四場聯賽。
2009年被外借至帕多瓦，打了一季後，轉會至巴勒莫。

#### 巴勒莫
於巴勒莫達米安未能穩佔正選，全季只上陣11場聯賽。其中第一次聯賽正選，是於2011年2月6日對陣萊切，但只打半場就因傷退下。

#### 拖連奴
2011-12年球季，轉會至拖連奴，自此上陣次數漸多，首季就33場聯賽，翌季則30場。由於司職後衛，效力四年，只取得三個入球。在效力拖連奴最後一個球季，更出席了歐霸盃。

#### 曼聯
2015年7月11日，達米安與英超豪門曼聯簽約四年，轉會費未有公開，估算1,270萬鎊。於英超球季首場比賽，為主場對熱刺，他以正選上陣，順利以1-0勝出。其後，獲選為八月份最佳球員。於2016年4月對水晶宮比賽，更取得加盟曼聯以來首個入球，助曼聯以2-0勝出，並獲選為該場的最佳球員。

#### 帕爾馬
2019年9月2日，達米安返回意大利，與帕爾馬簽定了為期四年的合約。

#### 國際米蘭
2021年5月，達米安隨隊獲得2020-21賽季意甲冠軍，但国际米兰班主張康陽卻要求主帥與球員們減薪，達米安不少的租借隊友們下賽季可能將離隊。

### 國家隊
他也代表意大利國家足球隊參加比賽。2014年隨隊參加了2014年世界盃。及後成為歐洲盃外圍賽主力。2016年歐洲盃，於八強賽對陣德國，在點球大戰中射失一個十二碼。

## 榮譽

### 球會
曼聯
- 英格蘭足總盃冠軍：2015–16
- 英格蘭聯賽盃冠軍：2016–17
- 歐霸盃冠軍：2016–17

 国际米兰
- 意甲冠軍：2020–21[2]、2023–24[3]
- 意大利盃冠軍：2021–22、2022–23
- 意大利超級盃冠軍：2021、2022[4]，2023[5]

### 個人
- 義大利足球先生：2014年

## 外部連結
- {{Soccerway}} template missing ID and not present in Wikidata.